# Guennadi Nikolàiev
Guennadi Nikolàiev   (Aşgabat, 8 de juliol de 1936 - Moscou, 5 de juny de 2013) fou un nedador turcman, especialista en estil lliure, que va competir sota bandera de la Unió Soviètica, durant les dècades de 1950 i 1960.
El 1956 va prendre part en els Jocs Olímpics d'Estiu de Melbourne on, fent equip amb Vitaly Sorokin, Vladimir Struzhanov i Boris Nikitin, va guanyar la medalla de bronze en els 4×200 metres lliures del programa de natació. Quatre anys més tard, als Jocs de Roma, fou vuitè en la mateixa prova del programa de natació.
En el seu palmarès també destaquen una medalla d'or en els 4×200 metres lliures del Campionat d'Europa de natació de 1958 i tres campionats soviètics dels 4x200 lliures (1957, 1958 i 1960). Durant la seva carrera va establir sis rècords d'Europa i un de mundial en el 4x100 i 4x200 metres lliures.